# Kuno zu Rantzau (Diplomat)
Kuno Otto Heinrich Hermann Karl Graf zu Rantzau, auch Cuno (* 10. März 1843 in Wiesbaden; † 26. November 1917 in Dobersdorf) war ein deutscher Diplomat und Schwiegersohn Otto von Bismarcks.

## Leben
Kuno zu Rantzau stammte aus dem Haus Oppendorf des schleswig-holsteinischen Equites-Originarii-Geschlechts Rantzau. Er war ein Sohn von Christian Wilhelm Heinrich zu Rantzau (1796–1848) auf Oppendorf und Enkel von Christian Detlev Karl zu Rantzau. Christian Karl zu Rantzau und Heinrich zu Rantzau waren seine Brüder.
Kuno zu Rantzau schlug zunächst die Offizierslaufbahn ein, schied jedoch als Rittmeister aus dem aktiven Militärdienst aus und widmete sich der diplomatischen Laufbahn.

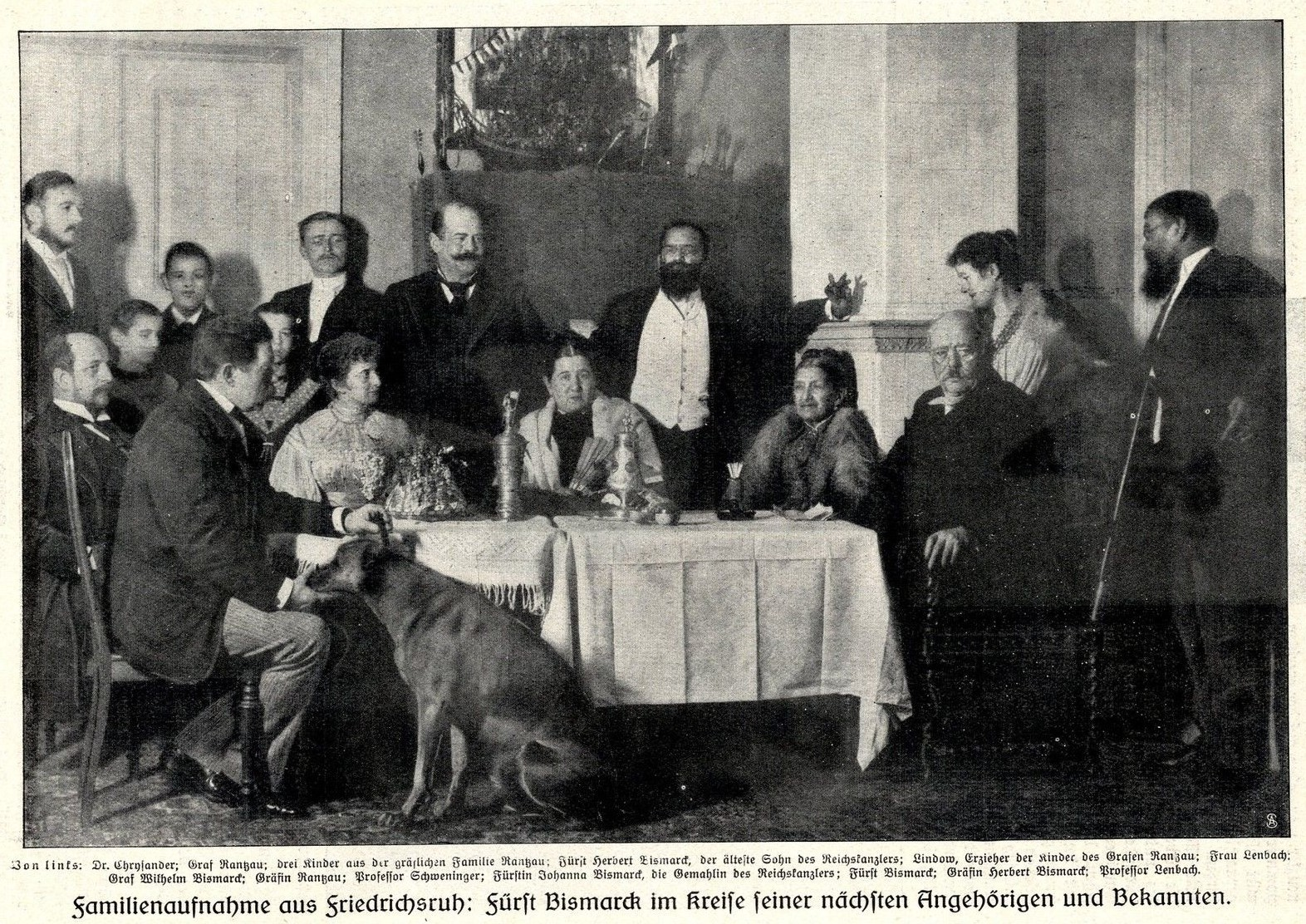
Familientreffen der Bismarcks und Rantzaus mit Gästen in Friedrichsruh (um 1893), darunter Kuno (hintere Reihe, 3. v. l.) und Marie (Tischmitte)

Mit Gisbert von Bonin, Ernst von Werthern und Konrad Fiedler wurde er 1862 im Corps Guestphalia Heidelberg aktiv.
1878 heiratete er Marie Johanna Elisabeth Gräfin von Bismarck-Schönhausen (1848–1926), die Tochter von Otto von Bismarck. 1882 wurde der gemeinsame Sohn Heinrich Otto Edwin (1882–1962) geboren.
1878 wurde Rantzau Legationsrat im Auswärtigen Amt und enger Mitarbeiter seines Schwiegervaters. 1888 bis 1891 war er preußischer Gesandter in München, 1891–1895 kaiserlich-deutscher Gesandter in Den Haag.
Er erhielt nach seiner Pensionierung 1895 den Charakter Wirklicher Geheimer Rat und lebte in Friedrichsruh und auf Gut Dobersdorf bei Kiel.